# الروح عند قدماء المصريين
آمن المصريون القدماء أن الروح البشرية تتكون من خمسة أجزاء: رِن وبا وكا وشيوت، وإيب، بالإضافة إلى هذه المكونات الروحية كان هناك جسم الإنسان (و يسمى حا، في بعض الأحيان في صيغة الجمع حاو، وهو ما يعني تقريبا مجموع أجزاء الجسم).

## إيب-إب (القلب)
| F34 | Z1 |

| F34 | Z1 |

كان القلب جزءً هاما من الروح المصرية وهو يسمى بالمصرية القديمة إب أو إيب (أو يِب)، ويعتقد أن إيب أو القلب المجازي الذي كان يعتقد أنه سيتم تشكيله من قطرة واحدة من الدم من قلب أم الطفل قبل ميلاده (في رحمها).
و بالنسبة للمصريين القدماء كان القلب مصدرَ ومنبع العاطفة والتفكر والإرادة ومحلّ النية، ويتجلى ذلك من خلال العديد من التعبيرات في اللغة المصرية التي تدمج كلمة إب؛ عاوت إب: السعادة (حرفيا، اتساع القلب)، خاك إب: المبعدة (حرفيا، الاقتطاع من القلب). وقد نطقت هذه الكلمة من قبل عالم المصريات واليس بادج ككلمة آب.
في الديانة المصرية كان القلب مفتاحاً للآخرة، وقد أعتقد أنه يبقى على قيد الحياة ناجيا من الموت في العالم السفلي، حيث يشهد مع أو ضد مالكه، فقد كان يعتقد أن القلب يتم فحصه من قبل أنوبيس والآلهة خلال شعائر وزن القلب (تظهر في كتاب الموتى)، فإذا كان القلب وزنه أثقل من ريشة ماعت، كان يتم التهامه على الفور من قبل وحش عاميت.

## شوت (الظل)
| S36 | X1 | Z1 |

| S36 | X1 | Z1 |

الشخص أو خياله، شوت، يكون دائما حاضراً، وبسبب هذا ظن المصريون أن الظل يحتوي على جزء من الشخص الذي يمثله، من خلال هذا التأسيس الفكري فإن تماثيل الناس والآلهة كان يشار إليها أحيانا بأنها ظلالهم.
كان الظل أيضا يمثل للمصريين تجسيماً للموت، أو خادما لأنوبيس، وكان يصوّر كإنسان صغير الحجم وأسود بالكامل. وأحيانا كان الناس (الفراعنة عادة) لهم صندوق صغير للظل يتم فيه تخزين جزء صغير من شيوت (شوت) الخاص بهم.

## رِن (الاسم)
| D21 · N35 |

| D21 · N35 |

كجزء من الروح، كان يعطى رِن الشخص (أي اسمه) له عند الولادة، واعتقد المصريون أنه سوف يعيش لطالما كان الناس ينطقون هذا الاسم، وهو ما يفسر لماذا تم بذل الجهود لحمايته ووضعه ونقشه في العديد من الكتابات، فعلى سبيل المثال، جزء من كتاب التنفس، وهو مشتق من كتاب الموتى، كان وسيلة لضمان بقاء الاسم. الخرطوش (أو الحبل السحري) غالبا ما كان يستخدم لتطويق الملوك أو الملكات وحمايته، وعلى العكس من ذلك مع أسماء المتوفين أعداء الدولة، مثل أخناتون، تم التعدي على كثير من آثاره وإزالة اسمه منها، في بعض الأحيان كانت تزال الأسماء من أجل إفساح المجال لاستعمال الخرطوش مجددا منعاً للهدر من منظور اقتصادي دون الحاجة إلى بناء نصب تذكاري آخر أو أثر أو معبد أو تمثال جديد، وكلما زاد عدد الأماكن المستخدم فيها الاسم، كلما زاد احتمال أنه سيبقى على قيد الحياة ويمكن ان تقرأ وتنطق.

## با (الشخصية)
| G29 | Z1 |

| G29 | Z1 |

| G53 | Z1 |

| G53 | Z1 |

با متخذا صورة طائر برأس إنسان.

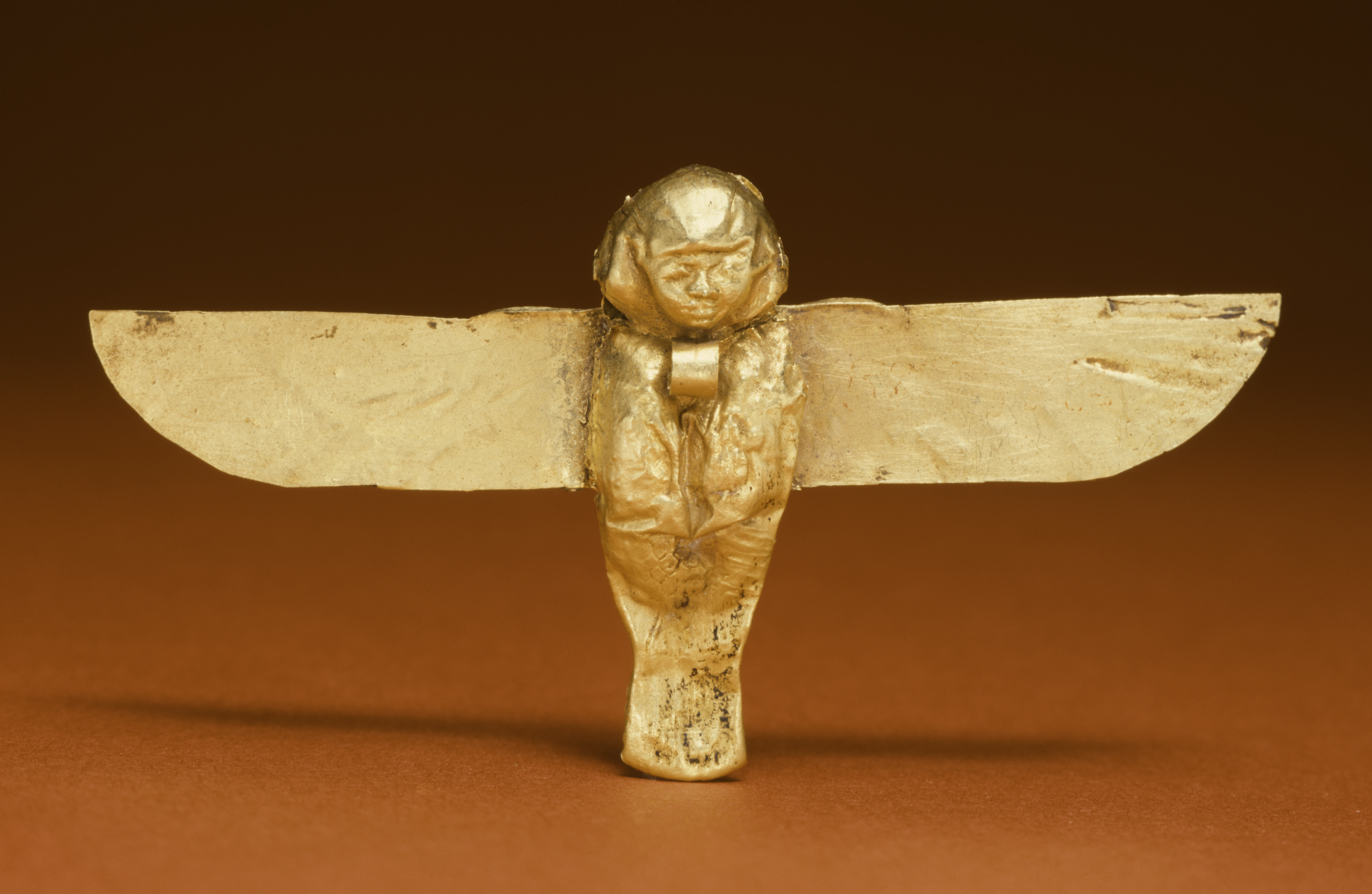
تميمة با الذهبية من العصر البطلمي مع تميمة أخرى لطرد الأرواح الشريرة - من متحف والترز

كانت البا (bꜣ) كل ما يجعل الفرد متميزا ومتفردا عن غيره من الناس على غرار مفهوم الشخصية، (وبهذا المعنى، يمكن للجماد أيضا أن يكون له با، وهو شخصية فريدة من نوعها أو شيئا يميزه عن غيره من الأشياء، بل إنه في الدولة القديمة كانت  الأهرامات غالبا ما تسمى با الخاص بصاحبها)، وبا هو جانب من جوانب الشخصية التي اعتقد المصريون أنه يعيش بعد موت الجسم، ووصفت في بعض الأحيان كطائر برأس إنسان تخرج من القبر للانضمام مع كا في الآخرة.
و في نصوص التوابيت شكل واحد من با التي تخرج إلى حيز الوجود بعد الموت وهي مادية تأكل وتشرب وتمارس الجنس،  قال لويس جاكبار أن با ليست جزءا من الشخص ولكن هي الشخص نفسه، على عكس مفهوم الروح عند الإغريق، أو حتى فيما بعد عند الأديان اليهودية والمسيحية أو الإسلام.  فقد كانت الفكرة من وجود غير مادي أو كما يسمى روحي تماماً أجنبيا وغريبا بالنسبة للفكر المصري، وعندما انتشرت المسيحية في مصر تم اقتراض كلمة (psyche) اليونانية لوصف مفهوم الروح وهو ما لا يعني كلمة با التي تعني الروح المادية،  ويخلص جاكبار أن ذلك على وجه الخصوص إلى أن مفهوم با في الفكر المصري القديم لا يجب أن يترجم ولكن بدلا من ذلك يوضع على هامش أو كشرح اعتراضي باعتبارها واحدة من وسائل جود الشخص.
و في طريقة أخرى للوجود وصفت با المتوفى في كتاب الرحلة النهارية وهي عائدة إلى المومياء وتشارك في الحياة خارج المقبرة في شكل غير مادي، مرددة التراتيل الشمسية لرع ومتحدةً مع أوزوريس كل ليلة.
كلمة باو هي جمع كلمة با، وتعني شيئا يشبه «التأثير» أو «الطاقة» أو «سمعة» وخاصة بالنسبة لإله، عندما يتدخل إله في الشؤون الإنسانية، فقد قيل إن باو هذا الإله كانت في حالة فعالة وتعمل في هذه الحالة [Borghouts 1982].

## كا (شرارة الحياة)
| D28 | Z1 |

| D28 | Z1 |

كانت كا المفهوم المصري عن جوهر الحياة أو ما يفرق بين الحي والميت، فمع حدوث الوفاة تغادر كا الجسم، وقد اعتقد المصريون أن خنوم خلق أجساد الأطفال على عجلة الخزاف وغرسهم في أجسام أمهاتهم، وعلى حسب المنطقة أو الإقليم اعتقد المصريون أن حقت أو مسخنت خلقت كا كل شخص، ونفخته فيهم في لحظة ولادتهم كجزء من ارواحهم التي جعلت منهم كائنات بشرية على قيد الحياة، وهذا يشبه مفهوم الروح في الديانات الأخرى خاصة اليهودية والمسيحية والإسلام.
اعتقد المصريون كذلك أن كا تستمر من خلال الطعام والشراب، ولهذا السبب قدمت قرابين من الطعام والشراب للموتى، على الرغم من أنها كانت كاو  (صيغة الجمع) ضمن القرابين التي تم تقديمها مما يعني انه ليس الجانب المادي، وغالبا ما تمثل كا في التصوير المصري كالصورة الثانية للملك، مما أدى في وقت مبكر لترجمة كلمة «كا» إلى  «مزدوج».

## آخ

كلمة آخ في النقش الهيروغليفي

تعمي كلمة آخ (الفعال بشكل سحري)، وهو مفهوم حول الموت اختلف وتنوع طوال تاريخ مصر الطويل.
لقد كان مرتبطاً مع التفكير، ولكن ليس التفكير كفعل من العقل؛ بدلا من ذلك، كان يعني التفكير ككائن موجود حي، لعبت آخ أيضا دورا في الحياة الآخرة، فبعد وفاة الخات (أي الجسد المادي)، يتم لم شمل با وكا لإعادة إحياء الآخ. كان إحياءه غير ممكن إلا إذا تم تنفيذ الطقوس الجنائزية المناسبة وتليها قرابين مستمرة. وقد سميت الطقوس: سي - آخ ووصفت بأنها تجعل الشخص يتحول من (شخص ميت) إلى (آخ حية)، وعلى نفس المنوال تطورت إلى نوع من الشبح أو الميت المتجول (عندما يكون القبر غير مهيأ أو تم تخريبه) خلال فترة الرعامسة. ويمكن لآخ أن تفعل أي شر أو خير للأشخاص الذين لا يزالون على قيد الحياة، وذلك تبعا للظروف، مما يتسبب على سبيل المثال في الكوابيس، والشعور بالذنب والمرض.. إلخ،  وهو ما يمكن أن يستثار ويستحضر بواسطة صلاة أو رسائل مكتوبة تركت في المقبرة أو في مقصورة القرابين من أجل مساعدة أفراد الأسرة الأحياء، على سبيل المثال، من خلال التدخل في النزاعات ينادى أشخاص أو آلهة موتى مع سلطة للتأثير على الأشياء على الأرض لجعل الأمور أفضل، وكذلك أيضا لإلحاق العقوبات ببعض الأشخاص.
فصل آخ وتوحيد كا وبا كانا يحدثان بعد الموت مباشرة عن طريق تقديم القرابين المناسبة ومعرفة التعاويذ القوية المناسبة، ولكن كان هناك خطر حاضر من «الموت مرة أخرى» بعدم القدرة على تنفيذ هذه الأشياء من فصل وتوحيد. وكان هدف الأدب الجنائزي المصري (مثل نصوص التوابيت وكتاب الموتى) مساعدة المتوفى بأن (لا يموت مرة ثانية) وأن يصبح آخ.

## العلاقات
اعتقد المصري القديم أن الموت يحدث عندما تغادر كا الشخص جسمه، وقد أجريت مراسم من قبل الكهنة بعد الموت، بما في ذلك فتح الفم (وب - إر)، كانت لا تهدف فقط إلى استعادة القدرات البدنية للشخص بعد الموت، ولكن أيضا لإزالة تعلق با بالجسم مما يسمح لبا أن تتحد مع كا في الآخرة وخلق الكيان المعروف بآخ أو الفعال.
تصور المصريون الحياة الآخرة مماثلة تماما للوجود المادي العادي - ولكن مع فروق بسيطة، كانت رحلة الشمس في الليل ونزولها إلى دوات (العالم السفلي) هو النموذج لهذه الحياة الآخرة، وفي نهاية مطاف الشمس تلتلقي بجسد أوزوريس المحنط، ويشحن أوزوريس والشمس طاقة بعضهما البعض، ويرتفعان إلى حياة جديدة ليوم آخر، وبالنسبة للموتى، كانت أجسادهم وقبورهم هي تمثل أوزوريس ودوات الخاصة بهم، لهذا السبب غالبا ما يكون الكلام موجها لهم باسم أوزوريس، كما كان مطلوبا نوعا من الحفاظ على الجسد، للسماح للبا بالعودة أثناء الليل، والنهوض لحياة جديدة في الصباح، ومع ذلك، كان يعتقد أن (أخو) الكاملة (جمع آخ) تبدو وكأنها النجوم، وحتى العصر المتأخر، لم يكن المصري غير الملكي (ليس أميرا أو ملكا .. إلخ) يتوقع أن يتحد مع إله الشمس، فذلك كان محجوزاً لأفراد العائلة المالكة فقط.
كان كتاب الموتى، وهو مجموعة التعاويذ التي تساعد الشخص في الآخرة، يحمل الاسم المصري (كتاب التقدم نهاراً). فقد ساعدت التعاويذ الناس على تجنب مخاطر الآخرة وأيضا ساعد على الإبقاء على وجودهم، وهي تحتوي على تعويذات لضمان عدم الموت مرة أخرى في العالم السفلي، ومنح ذاكرة دائمة للشخص، في الديانة المصرية كان من الممكن أن يموت الشخص مرة أخرى في الآخرة وكان هذا الموت دائماً.
و قد وجد في مقبرة باحري وهو أمير من الأسرة الثامنة عشرة على نخن وصفا بليغا لهذا الوجود عند الموت، تم ترجمته بواسطة عالم المصريات جيمس آلين كالتالي:
«إن حياتك تحدث من جديد، دونما تفريق بين با الخاصة بك وجثتك الإلهية، مع وجود با الخاص بك إلى جوار آخ الخاص بك... يجب عليك أن تخرج كل يوم وتعود في كل مساء، سيتم إضاءة مصباح لك في الليل حتى تشرق الشمس مرة أخرى صدرك، وسوف يقال لك: مرحبا، مرحبا بك في منزل الأحياء!».

## هوامش
1. ↑  Britannica, Ib نسخة محفوظة 03 مارس 2015 على موقع واي باك مشين.
2. ↑  Slider, Ab, Egyptian heart and soul conception نسخة محفوظة 17 مايو 2016 على موقع واي باك مشين.
3. ↑  "A Study of the Ba Concept In Ancient Egyptian Texts.", p. 162–163, Louis V. Žabkar, University of Chicago Press, 1968.  نسخة محفوظة 12 مايو 2013 على موقع واي باك مشين.
4. ↑  Allen, James W. (2014). Middle Egyptian : An Introduction to the Language and Culture of Hieroglyphs. Cambridge, UK: Cambridge University Press. ISBN:0-521-77483-7.
5. ↑  EGYPTOLOGY ONLINE, 2009
6. ↑  Ancient Egyptian Religion: An Interpretation by Henri Frankfort, p. 100. 2000 edition, first copyright 1948. Google Books preview retrieved January 19, 2008. نسخة محفوظة 24 أبريل 2016 على موقع واي باك مشين.
7. ↑  26th Dynasty stela description from Kunsthistorisches Museum Vienna [وصلة مكسورة] نسخة محفوظة 29 سبتمبر 2007 على موقع واي باك مشين.